# 5585 Parks
Az 5585 Parks (ideiglenes jelöléssel 1990 MJ) egy marsközeli kisbolygó. Eleanor F. Helin fedezte fel 1990. június 28-án.